# 松岡緑江
松岡 緑江（まつおか りょくこう、生没年不詳）とは江戸時代末期から明治時代にかけての女性浮世絵師。

## 来歴
江戸の人。松岡緑堂の妻である。緑江と号して幕末から明治期に肉筆浮世絵を描いている。蹄斎北馬風の肉筆「大原女の図」が知られる。